# Doha Diamond League 2024
Il Doha Diamond League 2024 è stata la 26ª edizione dell'annuale meeting di atletica leggera, terza tappa del circuito Diamond League 2024. Le competizioni hanno avuto luogo presso lo Stadio Qatar SC di Doha, il 10 maggio 2024.

## Programma[1]
| #  | Orario | Specialità             |
| -- | ------ | ---------------------- |
| 1  | 17:55  | Lancio del disco       |
| 2  | 18:08  | 800 metri piani        |
| 3  | 18:18  | 400 metri piani        |
| 4  | 18:23  | Salto in lungo         |
| 5  | 18:38  | 100 metri piani        |
| 6  | 18:48  | 400 metri ostacoli     |
| 7  | 19:04  | 400 metri piani        |
| 8  | 19:23  | 200 metri piani        |
| 9  | 19:42  | Lancio del giavellotto |
| 10 | 20:06  | 1500 metri piani       |
| 11 | 20:38  | 400 metri ostacoli     |
| 12 | 20:53  | 3000 metri siepi       |

| # | Orario | Specialità         |
| - | ------ | ------------------ |
| 1 | 18:02  | Salto con l'asta   |
| 2 | 18:28  | 400 m piani        |
| 3 | 19:10  | Salto in alto      |
| 4 | 19:13  | 800 metri piani    |
| 5 | 19:34  | 1500 metri piani   |
| 6 | 19:45  | 5000 metri piani   |
| 7 | 20:18  | 100 metri ostacoli |
| 8 | 20:28  | 100 metri piani    |

     Specialità valide per la Diamond League

## Risultati
Di seguito i primi tre classificati di ogni specialità. 

### Uomini
| Specialità             |                      | Prestazione | 2º classificato     | Prestazione | 3º classificato        | Prestazione |
| 100 m                  | Tamer Saleh          | 10"25       | Taha Hussein Yaseen | 10"41       | Falah Abdulzahra Mahdi | 10"42       |
| 200 m                  | Kenneth Bednarek     | 19"67       | Courtney Lindsey    | 20"01       | Kyree King             | 20"21       |
| 400 m                  | Steven Gardiner      | 44"76       | Muzala Samukonga    | 45"07       | Leungo Scotch          | 45"29       |
| 400 m                  | Yousef Karam         | 46"69       | Yasir Ali al-Saadi  | 47"73       | Mohamad Merhe Mortada  | 48"04       |
| 800 m                  | Sobhan Ahmadi        | 1'48"92     | Zakaria al Alhlami  | 1'49"98     | Noureddine Adel Merzah | 1'50"17     |
| 1500 m                 | Brian Komen          | 3'32"43     | Timothy Cheruiyot   | 3'32"67     | Reynold Cheruiyot      | 3'32"96     |
| 400 m hs               | Alison dos Santos    | 46"86       | CJ Allen            | 48"39       | Wilfried Happio        | 49"10       |
| 400 m hs               | Marc Anthony Ibrahim | 49"84       | Mehdi Pirjahan      | 50"60       | Ahmed Jamal Aldirawi   | 51"69       |
| 3000 m siepi           | Samuel Firewu        | 8'07"25     | Abraham Kibiwott    | 8'07"38     | Getnet Wale            | 8'09"69     |
| Salto in lungo         | Carey McLeod         | 8,52 m      | Miltiadis Tentoglou | 8,36 m      | Simon Ehammer          | 8,30 m      |
| Lancio del disco       | Kristjan Čeh         | 70,48 m     | Matthew Denny       | 69,02 m     | Henrik Janssen         | 65,74 m     |
| Lancio del giavellotto | Jakub Vadlejch       | 88,38 m     | Neeraj Chopra       | 88,36 m     | Anderson Peters        | 86,62 m     |

     Prestazione che stabilisce il nuovo record del meeting.

### Donne
| Specialità       |                  | Prestazione | 2º classificato  | Prestazione | 3º classificato    | Prestazione |
| 100 m            | Daryll Neita     | 10"98       | Tamari Davis     | 10"99       | Celera Barnes      | 11"02       |
| 400 m            | Lucia Moris      | 56"83       | Gretta Taslakian | 58"36       | Maria Nohra        | 58"36       |
| 800 m            | Mary Moraa       | 1'57"91     | Jemma Reekie     | 1'58"42     | Noélie Yarigo      | 1'58"70     |
| 1500 m           | Freweyni Hailu   | 4'00"42     | Jessica Hull     | 4'00"84     | Nelly Chepchirchir | 4'01"19     |
| 5000 m           | Beatrice Chebet  | 14'26"98    | Ejgayehu Taye    | 14'29"26    | Medina Eisa        | 14'34"11    |
| 100 m hs         | Ditaji Kambundji | 12"49       | Tonea Marshall   | 12"51       | Pia Skrzyszowska   | 12"53       |
| Salto in alto    | Angelina Topić   | 1,94 m      | Iryna Heraščenko | 1,91 m      | Eleanor Patterson  | 1,91 m      |
| Salto con l'asta | Molly Caudery    | 4,73 m      | Nina Kennedy     | 4,73 m      | Tina Šutej         | 4,66 m      |

     Prestazione che stabilisce il nuovo record del meeting.